# いずみべる
いずみ べる（1975年9月7日 - ）は、日本のイラストレーター・漫画家・同人作家。秋田県秋田市出身。

## 略歴
- 1997年、桜桃書房よりデビュー。成人向け漫画やアダルトゲームの原画を中心に活動を始める。
- 2002年頃より一般向け作品のみの活動となる。
- 2003年より当時日本最大規模だった、キャラクターコンテンツ総合展示会『キャラフェス』（ユウメディア）の公式キャラクターデザイン・イラストレーションを3年間にわたり手がける。
- 2006年より雑誌『ゲームラボ』（三才ブックス）で、「萌える! CG教室」の講師を2年にわたり担当。
- 2007年10月より（東芝）の出資会社（マンガノベル）による世界初のインタラクティブ型マンガ翻訳サイト、『Manganovel.com』のマスコットキャラクターデザインを手がけると共に、同サイト上でフルカラーマンガ『パラノ』を約1年間に亘り連載。
- 2009年には『七人のツンデレ』プロジェクトにイラストレーターとして参加。（DEARS）によるCDドラマのキャラクターデザインとイラストを手がけ、ライトノベル、『僕とヤンデレの7つの約束』（みかづき紅月著、集英社スーパーダッシュ文庫）のイラストと挿絵を担当した。
- 2011年には毎年フランス・パリで開催されている『Japan Expo』に出展した東京ビッグサイトの各都市擬人化キャラクターの東京ビッグサイトちゃん（仮）を七瀬葵と共に担当し、後に正式にビッグサイトの公式イメージキャラクターとなり、2012年から公式グッズの販売、キャラクター名募集など様々な企画が開始されている。いずみべるが担当したのは妹のさいとゆめ。
- 2014年にセガ・インタラクティブのスマートフォン向けオンラインカードンォンゲーム『チェインクロニクル』、アーケードゲーム『Wonderland Wars』にイラストレーターとして参加。2016年には『Wonderland Wars』の全国大会『Wonderland Record Of Wars～2nd TOURNAMENT～』の大会パンフレットなどを手がけ、この頃よりセガ・インタラクティブが活動の中心となっている。
- 2018年、『maimai』、『チュウニズム』に続くセガの音楽ゲーム『オンゲキ』のコンセプトアート・美術設定など背景デザインを中心に担当し、ゲームの他、ティザーアニメやミュージックビデオアニメにもクレジットされている。

## 人物・概要
- 主にイラスト・キャラクターデザインを手がける。制服系同人誌即売会『コスチュームカフェ』と共に現在のアキバ・メイド・萌えブームの創世記を支えた。現在もその特徴のある画風をもちいて影響を与え続けているイラストレーター・漫画家である。また、ロゴデザインやブックデザイン、WEBデザインまで手がけることがあり、イラストレーターとしてだけではなく、デザイナーとしての一面も見せている。
- デビュー当時の1997年から1998年にかけては桜桃書房刊の成人向け漫画を中心に活動、アダルトゲームの原画を手掛けたこともあるが2002年以降は商業・同人活動共に、一般向け作品のみで活動している。2008年、漫画情報サイト・マンガナビに掲載された[1]ではデビュー作品を「秘密」とする一方、本人のサイトに掲載されている過去の仕事一覧では成人向け作品についても特に除外はされていない。
- 2004年から2005年にかけて体調に問題を抱えていた時期があり、商業ベースでの活動は抑制傾向にあったが現在は落ち着きを取り戻している[2]。

## 主な作品

### 漫画
- パラノ -parano-（マンガノベル） - ウェブコミック 2007年 - 2008年 連載

### ライトノベル
- 僕とヤンデレの7つの約束（みかづき紅月著、セツナプロジェクト原作、集英社スーパーダッシュ文庫）　ISBN 978-4-08-630502-0
- 機甲兵団 J-PHOENIX 恋する乙女の電撃作戦（唯野条太郎著、J.C.STAFF原案、富士見ファンタジア文庫）　ISBN 978-4-8291-1477-3

### 一般ゲーム
- オンゲキ シリーズ - コンセプトアート・美術設定・科学考証
- 東方ダンマクカグラ （楽曲 断罪は遍く人間の元に） - 楽曲イラスト
- 東方幻想麻雀 （霧雨魔理沙） - イラスト
- Wonderland wars （ポルコ三姉妹） - イラスト
- Wonderland wars （フリント＆ロック） - イラスト
- チェインクロニクル （“出戻りの少女”チル） - イラスト

### イラストレーション
- お兄ちゃんはおしまい！ 公式アンソロジーコミック 1巻（アンソロジーコミック、2021年[3]）イラスト寄稿
- コミックマーケット93 献血ポスター（防災公園de献血withコミケ） - イラスト-
- 姫繰三六五 - イラスト
- 東京ビッグサイト公式イメージキャラクター（妹 さいとゆめ） - キャラクターデザイン・イラスト
- 七人のツンデレVol.1～七人のツンデレ集結するの巻～（DEARS） - キャラクターデザイン・イラスト
- 七人のツンデレVol.2～七人のツンデレVSヤンデレ軍団の巻～（DEARS） - キャラクターデザイン・イラスト
- マンガノベル - マスコットキャラクターデザイン
- 萌える! CG教室（ゲームラボ） - CGイラスト講座 2006年4月号 - 2008年3月号 連載
- キャラフェス公式キャラクター（ユウメディア） - 公式キャラクターデザイン・イラスト
- E.L.O（ムービック） - イラスト
- 萌えっこぱらだいすVol,2（フェザード） - パッケージイラスト・イラスト・アニメーション原画

### アダルトゲーム
- 蒼き大地（Waffle）
- Twin Love（Waffle）発売凍結[4]

## 同人活動
- 『BELL'S BRAND』の名で同人サークルを主宰。まだパソコンを使った同人誌作りが数少ない頃からフルDTP、しかもWindowsDTPによる同人誌作りに積極的であり、同人界でMacintoshとの垣根を壊してきた。15年以上コミケの壁サークル（大手サークル）として現在も活躍し続けている。
- コミックマーケットで使用されている館内注意POP[5]のデザインをコミックマーケット56（1999年8月）から現在まで手がけている。特に、コミックマーケット63（2002年12月）から使用されたデザインは、コミックマーケット79（2010年12月）まで継続して使用された。これほど長く使用されることはいずみべる本人は想定しておらず、コミックマーケット80（2011年8月）からは、長期間の使用に耐え得ることを目的とした新たな館内注意POPを制作している[6]。その他、過去には企業ブースカタログの表紙・注意事項マンガを執筆している。他の同人誌即売会でもカタログ表紙イラストや企画協力など多岐にわたって活動しており、同人誌業界への協力と貢献を惜しまない姿勢は一貫している。
- 成人向けパロディやコミカルパロディが多い同人誌の中で独特の表現力が高く評価されており、別冊宝島358「私をコミケにつれてって!」では映画監督・市川崑に例えられている。